# Richard Hoppin
Richard Hallowell Hoppin (Northfield, 22 de febrero de 1913 – Columbus, 1 de noviembre de 1991) fue un musicólogo y profesor universitario estadounidense conocido por su trabajo sobre música medieval, en particular por su publicación Medieval music (1978), que es una referencia esencial para dicha época en el campo de la música.

## Vida
Hoppin cursó sus estudios universitarios en Carleton College situada en Northfield, Minnesota, donde obtuvo su Bachelor of Arts o B.A. (Licenciatura en Humanidades) en 1936. Durante su formación en Carleton pasó dos años en la École Normale de Musique de París. Continuó su formación de posgrado en la Universidad de Harvard para obtener su Master of Arts o M.A. (Máster en Humanidades) en 1938. En su etapa formativa en Harvard tuvo especial importancia el musicólogo Archibald T. Davison. Desde 1938 hasta 1942 trabajó impartiendo clases en Mount Union College. Después de servir en la Segunda Guerra Mundial regresó a Harvard, completando su doctorado en 1952. Entre 1949 y 1961 trabajó en la Universidad de Texas y a partir de 1961 fue profesor de Historia de la Música en la Universidad Estatal de Ohio.

## Obra
Su área principal de estudio fue la música del siglo XIV y principios del XV, en particular el repertorio chipriota. Sus artículos, edición facsímil y transcripciones del manuscrito J.II.9 de la Biblioteca Nacional de Turín ofrecen una imagen clara de la vida musical en la corte chipriota a principios del siglo XV y su relación con la actividad musical en la Europa occidental de aquel tiempo. 
En 1978 publicó Medieval music (Música medieval), que se ha convertido en una obra de referencia fundamental en este campo. La Beca Hoppin trata principalmente de música medieval.

### Publicaciones
- The Motets of the Early Fifteenth-Century Manuscript J.II.9. in the Biblioteca Nazionale of Turin. Tesis, Universidad de Harvard, 1952.
- Medieval Music. W. W. Norton, 1978.
  - La musique au Moyen Âge. Mardaga, 1991. Traducido por Nicolas Meeùs.
  - La música medieval. Akal, 2000. Traducido por Pilar Ramos López.
- Anthology of Medieval Music. W. W. Norton, 1978.
  - Anthologie. Mardaga, 1991. Traducido por Nicolas Meeùs.
  - Antología de la música medieval. Akal, 2000. Traducido por Bárbara Zitman.